# Kamienie nieposiadające naturalnego wzorca

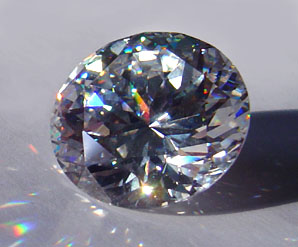
Cubic zirkonia – cyrkonia

Szczególnym rodzajem imitacji są sztucznie wyprodukowane kamienie, które nie mają odpowiednika w przyrodzie, lecz własnościami fizycznymi przypominają kamienie szlachetne i wykazują szczególnie korzystne własności optyczne. Zalicza się je do kamieni szlachetnych.
Myślą przewodnią twórców tych kamieni była chęć połączenia w jednym kamieniu możliwie wielu dobrych własności, a na dodatek oferowanie go po niskiej cenie. W przyrodzie bowiem bardzo rzadko występują niemal idealne kamienie szlachetne i ozdobne.
Syntetyczne kamienie szlachetne są zwykle przezroczyste i bezbarwne. Dzięki domieszkom można je jednak produkować w różnych barwach. Służą przeważnie jako imitacja diamentu.

## Najbardziej znane na rynku kamienie
- Fabulit (synonim diagem lub starilian) – tytanian strontu, SrTiO3.
Bezbarwny, krystalizuje w układzie regularnym. Wyróżnia go współczynnik załamania światła bardzo podobny do diamentu (2,410). Charakteryzuje się dość wysoką dyspersją (0,190), ma jednak dość niską twardość (5,5) i wysoką gęstość właściwą (5,13–5,15).
Po raz pierwszy wyprodukowany w 1953 r. w USA metodą Verneuila; od 1969 r. na rynku kamienie mające wartość jubilerską.
- Galliat (synonim GGG), granat gadolinu i galu, Gd3Ga5O12.
Bezbarwny. Dodatkiem pierwiastków przejściowych może być barwiony na dowolny kolor. Krystalizuje w układzie regularnym. Ma wysoką twardość (7,0–7,5) i gęstość właściwą (7,02). Współczynnik załamania światła jest niezbyt wysoki (1,960–1,970). Dyspersja (0,045). Wykazuje pomarańczowo-żółtą luminescencję. Produkowany jest metodą Czochralskiego. W handlu znajduje się do początku lat 70. XX wieku.
- Linobat – nioban litu LiNbO3.
Od 1967 r. produkowany w USA.
- YAG (synonim diamonair, cyrolit diamite, diamogem) Granat itru i glinu, Y3Al5O12.
Bezbarwny, Może być barwiony dodatkiem tlenku chromu, tlenku kobaltu, tlenku tytanu, tlenku manganu (różne odmiany barwne np. zielony, żółty, liliowy, fioletowy, niebieski). Krystalizuje w układzie regularnym. Ma wysoką twardość (8,5), i gęstość właściwą (4,55–4,58) oraz relatywnie niezbyt wysoką dyspersję (0,028) i współczynnik załamania światła (1,830). Może wykazywać żółtą fluorescencję w bliskim nadfiolecie. Początkowo produkowano go metodą flux-melt. Obecnie wytwarzany jest także metodą Czochralskiego.
Został opracowany na początku lat 60. XX wieku; od 1969 r. na rynku są kamienie o wartości jubilerskiej.
- Kubiczny tlenek cyrkonu (KZ) pospolicie zwany cyrkonią (synonim djewalit, fianit). Tlenek itru i cyrkonu, ZrO2|Y2O3 lub tlenek wapnia i cyrkonu, ZrO2|CaO.
Kubiczny tlenek cyrkonu jest stabilizowany tlenkiem itru i tlenkiem wapnia, których zawartość może sięgać nawet 10–15%. Umiejętność stabilizacji znana była już w latach 30. XX w., jednak hodowla kryształów na skalę przemysłową możliwa była dopiero od 1972 r. po ulepszeniu metody Bridgmana (w związku z opracowaniem i wypróbowaniem pomysłu tzw. autotygla pozwalającego na długotrwałe utrzymywanie bardzo wysokiej temperatury np. 3000 °C). Cyrkonia jest bezbarwna.
Przez dodanie tlenków barwi się:
  - ceru – na żółtopomarańczowo,
  - chromu – na oliwkowozielono,
  - kobaltu – na liliowo,
  - miedzi – na żółto,
  - wanadu – na zielono,
  - erbu – na różowo.

Krystalizuje w układzie regularnym, ma wysoką twardość (8,5), i wyraźną dyspersję (0,060-0,65). Z uwagi na duże podobieństwo własności optycznych cyrkonie uznaje się za materiał bardzo udanie naśladujący diament. Pierwsze wykorzystanie handlowe w 1973 r. Cyrkonia produkowana jest w Szwajcarii pod nazwą djevalith, w Rosji – fianit, w Stanach Zjednoczonych – cubic zirkonia, diamonite, diamondite, shelby, diconia.
Przez długi czas uchodziła za najlepszą imitację diamentu, dopóki na rynku nie pojawił się moissanit.
- Moissanit – pojawił się na rynku w 1997 r.
Syntetyk ten posiada podobną przewodność cieplną jak diament. Pojawienie się ich silnie zaniepokoiło rynek diamentów. Wiele syntetycznych mossanitów sprzedano jako autentyczne diamenty, nawet zaopatrzono w certyfikat autentyczności. Tak działo się do momentu opracowania urządzenia do testowania tych kamieni.
- Diamenty GE POL (synonim „diamenty Pegaz”, „beeletaire”) – w 1970 r. firma „General Electric” poinformowała o wyprodukowaniu w swoim laboratorium diamentów jakości jubilerskiej. Znane są na rynku od 1999 r., materiałem wyjściowym są naturalne diamenty brązowe lub brązowawe, czyli mniej wartościowe. Proces ich upiększania (przypuszczalnie za pomocą wysokiego ciśnienia i wysokiej temperatury) jest ściśle tajny. Takie diamenty nie wykazują żadnych szczególnych cech, które można by wychwycić instrumentami gemmologicznymi. Te diamenty mają (powinny mieć!) na rondyście – laserową inskrypcję „GE POL” (podobno można ją usunąć przez polerowanie).